# 曲阳南路
曲阳南路是中華人民共和國上海市虹口區的一條南北走向道路，是曲阳路的延伸段，北起四平路，南至臨平路，全长约650米，道路寬35米，為双向四车道设计，包括非机动车道、人行道，道路设计速度40km/h。道路於2021年1月8日晚通車。曲阳南路部分路段由原东沙虹港路南段拓宽而来。